# Phaneresthes meunieri
Phaneresthes meunieri är en skalbaggsart som beskrevs av Franz Antoine 2008. Phaneresthes meunieri ingår i släktet Phaneresthes och familjen Cetoniidae. Inga underarter finns listade i Catalogue of Life.